# Анцистрокактус Шеера
Анцистрокактус Шеера (лат. Ancistrocactus scheeri, Sclerocactus scheeri) — вид кактусов из рода Анцистрокактус.

## Описание
Стебель светло-зелёный, булавовидный, до 10 см высотой и 4—6 см в диаметре. Рёбра (11—13) разделены на относительно крупные конусовидные сосочки. Радиальные колючки (13—18) беловатые, игловидные, растопыренные. Центральные колючки (3—4) чёрно-коричневые; две из них, самые нижние, с крючком, 4—5 см длиной.
Цветки зеленовато-жёлтые, около 2 см длиной и в диаметре.

## Распространение
Анцистрокактус Шеера очень ограничен: редко встречаются в США (Техас) и Мексике (Чиуауа).